# Bævere
Bævere (Castoridae) er en familie af gnavere. Familien omfatter to nulevende arter og derudover en mængde uddøde arter, der er kendt ud fra fossiler.

## Nulevende arter
De to nulevende arter i slægten Castor i familien Castoridae:
- Europæisk bæver, Castor fiber
- Nordamerikansk bæver, Castor canadensis

## Bævere i Danmark igen
I 1999 blev der genudsat bævere i Danmark efter at arten havde været forsvundet i 2500 år